# Craton de Yilgarn

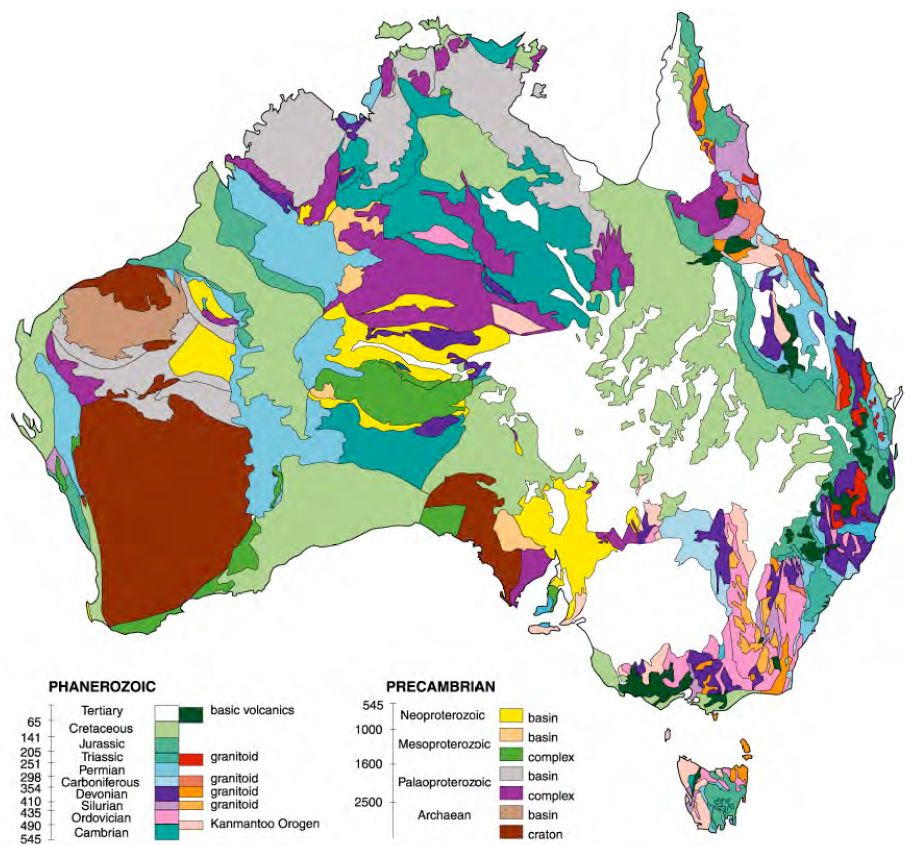
Régions géologiques de base de l'Australie, par âge. Le craton de Yilgarn est l'ensemble en marron au SO du pays.

Le craton de Yilgarn est un grand craton qui constitue la majeure partie des affleurements de l'Australie occidentale. Il est délimité par un ensemble de bassins sédimentaires et de faisceaux plissés protérozoïques.
Le craton est l'une des provinces physiographiques distinctes de la division physiographique du bouclier australien occidental, qui comprend les sections Stirling-Mount Barren Block, Darling Hills et Recherche Shelf.
C'est dans ce craton que l'on rencontre deux objets géologiques particuliers :
- zircons de Jack Hills datés à ~ 4,27 Ga - 4,4 Ga, qui constituent les plus anciens témoignages minéraux terrestres ;
- le cratère de Yarrabubba : le plus ancien cratère d'impact de météorite connu, daté, à -2,229 Ga ± 5 Ma.

## Géologie

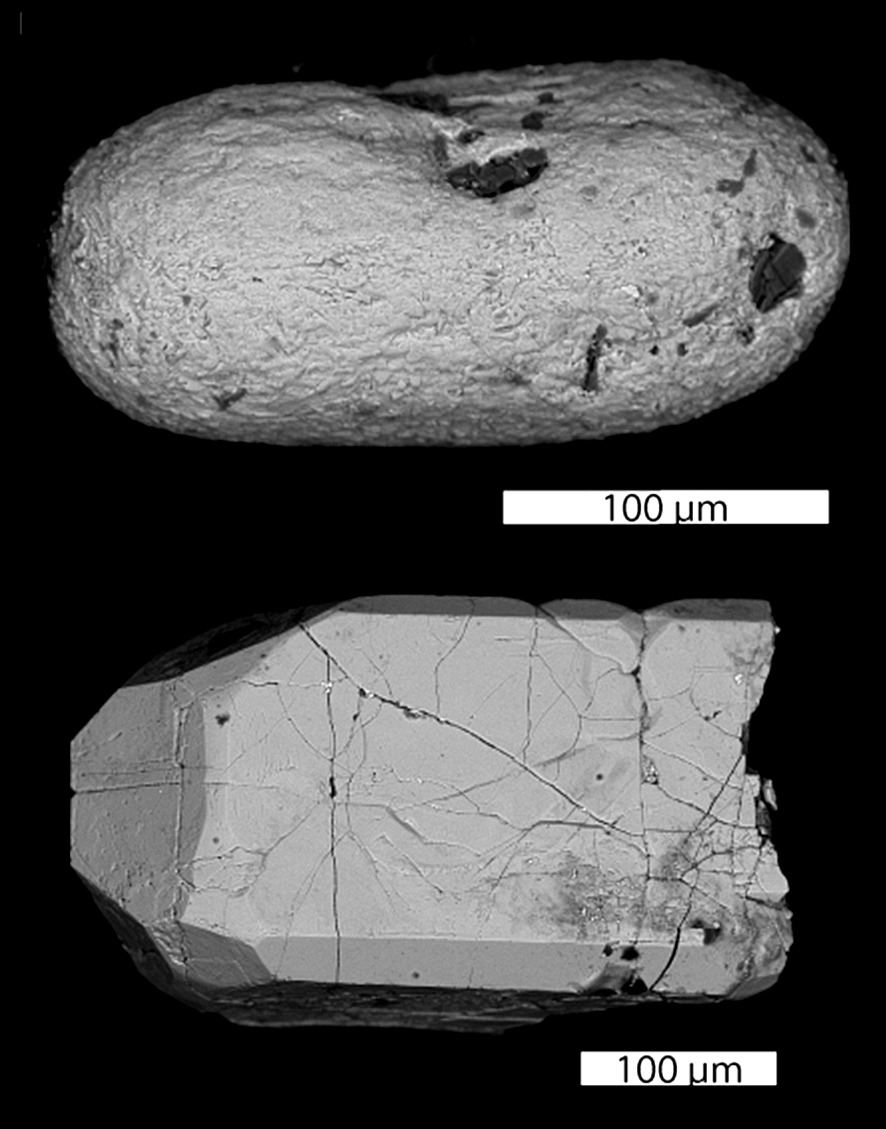
Micrographie électronique à rétrodiffusion de zircons détritiques des méta-sédiments archéens des Jack Hills (craton de Yilgarn, Australie occidentale). La partie supérieure est fortement arrondie par abrasion tandis que la partie inférieure montre la plupart des facettes cristallines originales.

Le craton de Yilgarn semble avoir été constitué entre -2,94 et -2,63 Ga environ par l'accumulation d'une multitude de blocs ou terranes de croûte continentale existante. Cet événement d'accrétion s'est constitué en plusieurs phases entre -3,2 Ga et -2,8 Ga.
Les roches du craton sont constituées par des intrusions (-2,8 Ga) de granite et de granodiorite gneissifiés, qui représentent plus de 70 % du craton, ainsi que des ceintures de roches vertes composées de méta-sédiments associés à un volcanisme tholéiitique et komatiitique. Les roches constituants ces ceintures sont datées à 3,1-2,9 Ga, certaines sont plus jeunes, à ~ 2,75-2,65 Ga.
Le métamorphisme et la déformation régionale ainsi que les apports géochimiques dans les ceintures de roches vertes, ont conduit à des minéralisations aurifères.
C'est dans ce craton, à Jack Hills dans les Gneiss de Narryer, que des grains de zircons hadéens ont été datés à ~ 4,27 Ga - 4,4 Ga, constituant le plus ancien témoignage minéral terrestre.
Le craton de Yilgarn renferme également dans la province de Murchinson, le plus ancien cratère d'impact de météorite daté à -2,229 Ga ± 5 Ma : le cratère de Yarrabubba.